# Horniella nakhi
Horniella nakhi (лат.) — вид мелких коротконадкрылых жуков рода Horniella из подсемейства ощупники (Pselaphinae, Staphylinidae). Юго-Восточная Азия.
Название «nakhi» происходит от именования тибетской энтической группы Наси, населяющих типовую местность в Китае.

## Распространение
Юго-Восточная Азия: Китай (Yunnan).

## Описание
Длина тела около 4 мм (3,59 мм у самцов и 3,39—3,61 мм у самок), красновато-коричневого цвета. Сложные глаза состоят примерно из 35 фасеток. Самцы наиболее похожи на H. schuelkei тем, что имеют одинаковые косо вогнутый передний край переднебоковых выступов щёк, слегка расширенные базолатеральные края скапуса, сходную форму и расположение шипов на передних и средних ногах, короткий срединный киль на IV тергите и сходные формы эдеагуса. H. nakhi можно различить по более короткому усеченному апикальному выступу передних голеней, отсутствию апикального выступа средних голеней и эндофаллусу эдеагуса с двумя длинными склеритами. Напротив, H. schuelkei имеет отчётливо более длинный апикальный выступ передних голеней, более короткий, но отчетливый апикальный выступ средних голеней, а у эндофаллуса один удлиненный и два коротких склерита.
Переднеспинка с антебазальной бороздкой, соединяющей срединную и латеральную антебазальные ямки. Усики 11-члениковые, булава состоит из 3 апикальных сегментов. Ноги тонкие и длинные; бёдра утолщённые. Вид был впервые описан в 2014 году китайскими энтомологами (Zi-Wei Yin и Li-Zhen Li) по материалам из Китая. Включён в видовую группу H. centralis group.